# دريم لاند
دريم لاند (بالإنجليزية: Dreamland)‏ مدينة سكنية مغلقة من مشروعات مجموعة بهجت جروب لرئيسها رجل الأعمال المصري أحمد بهجت تقع في مدينة السادس من أكتوبر بمحافظة الجيزة بجمهورية مصر العربية .

## الموقع
تقع المدينة ضمن نطاق مدينة السادس من أكتوبر على طريق القاهرة الواحات الصحراوي . وتبعد المدينة مسافة 8 كم من منطقة أهرامات الجيزة. ويحد المدينة من الشرق القوس الغربي للطريق الدائري .ومن الجنوب طريق القاهرة الواحات الصحراوي.

## التاريخ
بدأ المشروع في أواخر الثمانينات وكان من أول المشاريع العقارية في مدينة السادس من أكتوبر ويعتبر هو السبب في فتح باب المشاريع العقارية الاستثمارية في المدينة. في منتصف التسعينات بدأت البنوك الحكومية الشريكة في المشروع (البنك الأهلي وبنك مصر) بالضغط على أحمد بهجت المدير التنفيذي للمشروع لبيع جزء من المشروع وقد صرح أحمد بهجت في ما بعد أن هذا كان لصالح أحد أبناء محمد حسني مبارك لكن أحمد بهجت تمسك بحقوقه القانونية بعدم البيع مما أدى للدخول في منازعات قضائية انتهت ببيع جزء كبير من أرض المشروع لصالح البنوك بالمزاد العلني طبقاً للحكم الصادر من مركز القاهرة الإقليمي للتحكيم التجاري في عام 2012 .

## مواصفات
صممت المدينة على مساحة 2000 فدان لتسع 40000 مسكن على 20% فقط من المساحة لتخصص بقية المساحة للطرق والمساحات الخضراء ومناطق الخدمات. واجهة المدينة 5 كم وبعمق يصل إلى 2 كم بمساحة حوالي 10 مليون متر مربع.
ترتفع الأرض التي بنيت عليها المدينة 180 متر عن منسوب سطح البحر مما يؤثر على انخفاض درجة الحرارة بمقدار 3 درجة مئوية عن باقي مناطق القاهرة.
من ضمن نطاق المدينة يوجد مدينة الملاهي العملاقة دريم بارك كما يوجد فندق شيراتون دريم لاند وفندق سويس ان وفندق هلنان وفندق هيلتون.

### الطرق
صممت المدينة بطرق رئيسية بعرض 30 متر وطرق فرعية 20 متر وطرق جانبية بين أماكن السكن بعرض 15 متر ويوجد في كل طريق أماكن لانتظار السيارات. وترتبط شبكة الطرق بخمس طرق رئيسية تصل إلى خمس مداخل للمدينة على طريق القاهرة الواحات الصحراوي.

### التقسيم
تقسم المدينة إلى عدة مناطق، هي:
- منطقة فيلات الجولف، والجولف الجديد
- منطقة فيلا الزيولوت، وتضم فيلات متوسطة المساحة
- منطقة التاون هاوس وتضم فيلات صغيرة
- منطقة الأميرالد
- الجولف 1، و3
- الفرسان
- الاستوديو
- منطقة أراضى العائلات، والمخصصة للأهالي والأصدقاء ممن يفضلون بناء عمارات خاصة بهم وفقا للمساحة والشكل الذي يريدونه.[4]